# Campyloneurum anetioides
Campyloneurum anetioides là một loài thực vật có mạch trong họ Polypodiaceae. Loài này được (H. Christ) R.M. Tryon & A.F. Tryon miêu tả khoa học đầu tiên năm 1982.